# Eyes Wide Open (film)
Eyes Wide Open (in ebraico עיניים פקוחות‎?, traslitt. Einayim Pkuhot) è un film del 2009 scritto da Merav Doster, nonché opera prima del regista israeliano Haim Tabakman.
È stato presentato nella sezione Un Certain Regard al 62º Festival di Cannes.

## Trama

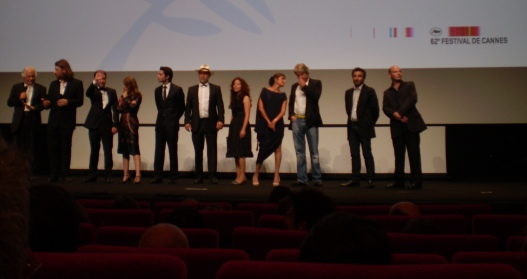
Presentazione del film al Festival di Cannes 2009.

Aaron è un ebreo ortodosso, sposato, padre di quattro figli, che vive a Gerusalemme. In seguito alla morte del padre, Aaron assume la gestione della macelleria di famiglia. Ezri, uno studente di yeshiva, diciannovenne, senza casa, entra nella macelleria per fare una telefonata e poi offre ad Aaron di aiutarlo nel negozio. Aaron rifiuta ma più tardi trova Ezri addormentato nella locale sinagoga e allora gli mette a disposizione una stanza sopra il negozio. Aaron assume Ezri come apprendista e lo incoraggia a proseguire gli studi religiosi e a coltivare il suo talento per il disegno.
I due uomini diventano amici dopo che Ezri invita Aaron a fare un bagno rituale in una località fuori città. Inizialmente Rivka, la moglie devota di Aaron, accoglie amichevolmente l'apprendista del marito. Una sera Aaron chiede a Ezri di fargli un ritratto: Ezri fa delle avances ma Aaron lo respinge. Poi però si baciano e iniziano una relazione amorosa e sessuale. Rivka comincia a sospettare qualcosa quando il marito comincia a rientrare tardi la sera. Il rabbino Vaisben, un amico di famiglia, mette in guardia Aaron, lo esorta a non legarsi troppo a Ezri, riferendogli che questi è stato espulso da una yeshiva. Aaron però difende Ezri. Una sera tardi Rivka, sempre più preoccupata, li vede uscire insieme dal negozio. Religioso devoto, membro di una comunità ultra-ortodossa, Aaron è lacerato, diviso tra la famiglia e la devozione a Dio, e i suoi sentimenti per Ezri.
Gli altri rabbini avvertono ripetutamente Aaron che Ezri ha una cattiva influenza e che forse è perfino maledetto. La gente del quartiere comincia ad allontanare Ezri e nel quartiere cominciano a circolare volantini che invitano a boicottare la macelleria. Spinto dalle crescenti pressioni sociali, commerciali e familiari, Aaron cerca di rompere con Ezri, senza riuscirci. Il rabbino Vaiseben affronta Aaron, ma questi rimane calmo e dichiara di sentirsi vivo solo adesso. Una sera Ezri incontra un ex amante per strada e alcuni abitanti del quartiere lo assaltano. Aaron assiste all'assalto ma non interviene per difenderlo. Alla fine va a consolarlo, ma ormai entrambi si rendono conto che per Ezri è arrivato il momento di lasciare la comunità. Aaron, disperato, chiede a Rivka comprensione e protezione. Una mattina presto torna nel luogo dove aveva fatto il bagno rituale con Ezri. Si immerge e resta a lungo sott'acqua, mentre l'inquadratura sfuma a poco a poco nel nero. Il gesto estremo di Aaron rappresenta la poetica conclusione dell'unico frammento di vita felicemente vissuta amando Ezri.

## Produzione
Il film è una coproduzione israelo-franco-tedesca.

## Riconoscimenti
- Miglior Film al Festival Cinematografico di Ghent 2009.